# いしかわひとみ
いしかわ ひとみ（10月31日 - ）は、日本の女優、声優。北海道釧路市出身。ケンユウオフィス準所属。

## 来歴
文学座附属演劇研究所卒業。以前はスターダス・21に所属していた。

## 人物
特技はスピードスケート、ラテアート。趣味は料理。

## 出演
太字はメインキャラクター。

### テレビアニメ
2023年
- ウマ娘 プリティーダービー Season 3（観客）

2024年
- 先輩はおとこのこ（石川千尋）
- シンカリオン チェンジ ザ ワールド（レイジ母）
- アクロトリップ（老婦人）

2025年
- るろうに剣心 -明治剣客浪漫譚- 京都動乱（母）
- 凍牌〜裏レート麻雀闘牌録〜（圭の母親）

### 劇場アニメ
- 映画 先輩はおとこのこ あめのち晴れ（2025年、石川千尋[8]）

### ゲーム
- 龍が如く6 命の詩。（2016年、天野 他）
- アッシュと魔法の筆（2019年、アッシュの母）
- ヘブンバーンズレッド（2025年、モブ）

### 吹き替え

#### 映画
- アウト・オブ・コントロール（グウェン〈キャサリン・イザベル〉）
- ウィキッド ふたりの魔女[9]
- スパイダーマン:ファー・フロム・ホーム（女エージェント 他）
- 犯罪都市 PUNISHMENT（監察医女性[10]）
- ファンタスティック・ビーストと魔法使いの旅（ティナの母）
- 武道実務官
- ホーンズ 容疑者と告白の角（ベロニカ〈ヘザー・グラハム〉）
- マーダー・ミステリー

#### ドラマ
- アンリステッド（アヌーシャ）
- イニョプの道（チェソン）
- インスティンクト -異常犯罪捜査-（ララ）
- ヴァイキング 〜海の覇者たち〜（テレーズ）
- V Wars（レイチェル）
- エージェント・オブ・シールド
- エレメンタリー ホームズ&ワトソン in NY（エリーズ）
- グッド・ファイト（リリー）
- グレイス&フランキー（ニコール）
- 恋するアプリ Love Alarm（ヘヨンの母〈シム・イヨン〉）
- サイテー!ハイスクール（リンダ）
- ザ・オーダー 暗黒の世界（ニコル〈アネシャ・ベイリー〉）
- シカゴ・メッド（番組レギュラー）
- SUPERGIRL/スーパーガール（女性警官）
- ダーティ・ジョン -秘密と嘘-
- デックスの恐竜図鑑
- 21サンダー（リサ、ソフィー）
- NYガールズ・ダイアリー 大胆不敵な私たち（デーナ）
- HAWAII FIVE-0
- THE FLASH/フラッシュ（ブロック）
- フロム・ダスク・ティル・ドーン（マーガレット）
- HOMELAND（アナ）
- マッドメン（ダイアナ）
- Major Crimes 〜重大犯罪課（ソト捜査官、トリ・ダンカン）
- リーサル・ウェポン
- レジェンド・オブ・トゥモロー（ジェーン・ホーソーン）

#### アニメ
- ライム・タイム・タウン（モリー、ポリー、お月様 他）
- 下の階には澪がいる（2024年、通行人、杉浦妙子）
- 百妖譜（2024年、老人女、劉家娘、子供）

### テレビドラマ
- そして、生きる（講師の声）
- ひよっこ
- ポルノグラファー 〜インディゴの気分〜（城戸の妻）
- マッサージ探偵ジョー（絵里）

### ボイスオーバー
- 愛という名の凶器
- セリング・サンセット 〜ハリウッド、夢の豪華物件〜（クリスティーン）

### オーディオブック
- THOTHBOOK
  - 醤油と洋食（虎姫）
  - 転生マクベス（魔女）

### 舞台
- 文学座本公演『美しきものの伝説』（女給、女優）
- シェイクスピアシアター『リア王』（リーガン）
- 新耳袋生誕25周年『舞台新耳袋3喫茶店奏鳴曲〜カフェ・ソナタ』（綾辻祥子）
- シェイクスピアシアター『ヴェニスの商人』（ポーシャ）
- 舞台ガラスの仮面（衣装の前田 他）
- ガソリーナvol.10『深海で聴くリリーマルレーン』
- ガソリーナvol.12『櫻の園2』（里美先生）
- 怪談朗読会『怪し会〜白〜』
- シアターバッカスpresents 朗読劇『ファンレターズ』（矢野優子）
- idenshi195 朗読キネマ『船弁慶』 The Trial Session（静御前、平知盛）

### その他コンテンツ
- 厚生労働省「男性の育児休業取得推進事業ドラマ」（妻）
- ゴールデンボンバー「ドンマイ」MV